# Costa Rica
De Republiek Costa Rica is een land in Centraal-Amerika dat in het noorden door Nicaragua en in het zuidoosten door Panama wordt begrensd. In het westen en het oosten wordt het respectievelijk begrensd door de Grote Oceaan en de Caraïbische Zee. Costa Rica heeft een oppervlakte van 51.100 km² en telt ruim vijf miljoen inwoners. De hoofdstad van het land is San José.
Costa Rica, dat Rijke kust betekent, ontbond zijn leger in 1949. Costa Rica stond in 2010 als 62e gerangschikt in de index van de menselijke ontwikkeling en in 2019 op de 12e plaats van de World Happiness Report, en is op dat vlak een van de toplanden in Latijns-Amerika. Sinds 25 mei 2021 is Costa Rica lid van de OESO.

## Geschiedenis
De oudste archeologische vondsten in Costa Rica zijn ongeveer 13.000 jaar oud, behorend tot de prehistorische Cloviscultuur. Voor de komst van de Europeanen lag het gebied waar nu Costa Rica ligt in de overgangszone tussen de cultureel-historische regio Meso-Amerika en die van de Andes. Voor het grootste deel stond het gebied onder invloed van de Chibcha-cultuur. De Chorotega waren de dominante bevolkingsgroep in het noordwesten van het land. De Huetares waren een tweede belangrijke bevolkingsgroep. Op archeologisch gebied wordt Costa Rica verdeeld in drie regio's: Groot-Nicoya, Groot-Chiriquí en de Centraal-Caribische regio.
Costa Rica werd in de 16e eeuw door de Spanjaarden onderworpen. Op 15 september 1821 werd het een deel van het onafhankelijke Mexicaanse Rijk, waarvan het zich twee jaar later met andere Centraal-Amerikaanse landen afscheidde om de Verenigde Staten van Centraal-Amerika te vormen. In 1840 viel deze federatie uit elkaar. In 1899 vonden de eerste werkelijk democratische verkiezingen plaats. Sindsdien is het land twee keer door politiek geweld geplaagd, wat naar de maatstaven van de regio weinig is. Van 1917 tot 1919 regeerde de dictator Federico Tinoco Granados en in 1948 was er een kleine burgeroorlog na een omstreden verkiezingsuitslag. Die oorlog werd gewonnen door de linkse José Figueres Ferrer, die na afloop het leger afschafte en een nieuwe grondwet opstelde. Sindsdien is Costa Rica gevrijwaard gebleven van het geweld dat veel van zijn buurlanden heeft geteisterd. Het is een van de welvarendste landen van Latijns-Amerika geworden en staat daarom ook wel bekend als "het Zwitserland van Centraal-Amerika".

## Bestuurlijke indeling

### Provincies
Costa Rica is opgedeeld in zeven provincies, waarvan de gouverneurs door de president worden aangewezen. De provincies hebben meestal dezelfde naam als hun hoofdstad en zijn opgedeeld in gemeenten, in Costa Rica kantons genoemd.
De provincies zijn:
San José - Alajuela - Cartago - Heredia - Puntarenas - Guanacaste - Limón

## Geografie
Costa Rica ligt op de landengte van Centraal-Amerika. Ten westen van Costa Rica ligt de Grote Oceaan en ten oosten ligt de Caribische Zee. Ook Cocoseiland behoort tot Costa Rica. Het land is overwegend vlak, maar in het midden loopt een bergketen, die deel uitmaakt van de Centraal-Amerikaanse cordilleras.
Het hoogste punt is de Cerro Chirripó (3820 meter) in de Cordillera de Talamanca. In het land bevinden zich uitgestrekte nationale parken en reservaten (25% van het land is beschermd). Veel daarvan bestaan uit tropisch regenwoud. Daarnaast komen ook andere typen natuur voor in Costa Rica. De provincie Guanacaste was oorspronkelijk begroeid met droogbossen en graslanden, terwijl mangrovebossen op verschillende plaatsen langs de kust te vinden zijn.

### Steden
De hoofdstad is San José.
De andere steden met meer dan 100.000 inwoners (2017) zijn:
Alajuela, Cartago, Desamparados, Goicoechea, Heredia, La Unión, Pérez Zeledón, Pococí, Puntarenas en San Carlos.

### Stranden
De gemeenten staan tussen haakjes.
Provincie GuanacasteAvellanas (Santa Cruz) • Blanca (Santa Cruz) • Brasilito (Santa Cruz) • Caletas (Nandayure) • Coco (Carrillo) • Conchal (Santa Cruz) • Copal (La Cruz) • Coyote (Nandayure) • Garza (Nicoya) • Grande (Santa Cruz) • Hermosa (Carrillo) • Iguanita (Liberia) • Junquillal (Santa Cruz) • Langosta (Santa Cruz) • Nacascolo (Liberia) • Nosara (Nicoya) • Ostional (Santa Cruz) • Panamá (Carrillo) • Penca (Santa Cruz) • Potrero (Santa Cruz) • Rajada (La Cruz) • Sámara (Nicoya) • Tamarindo (Santa Cruz)
Provincie LimónBonita (Limón) • Cahuita (Talamanca) • Negra (Talamanca)
Provincie PuntarenasAgujas (Garabito) • Ballena (Osa) • Bejuco (Parrita) • Cabuya (Puntarenas) • Caldera (Esparza) • Caletas (Garabito) • Dominical (Osa) • Doña Ana (Esparza) • Espadilla (Quepos) • Esterillos Centro (Parrita) • Hermosa (Gabarito) • Hermosa (Osa) • Herradura (Garabito) • Jaco (Garabito) • Malpaís (Puntarenas) • Mantas (Garabito) • Manuel Antonio (Quepos) • Matapalo (Quepos) • Montezuma (Puntarenas) • Palma (Parrita) • Piñuela (Osa) • Santa Teresa (Puntarenas) • Tambor (Puntarenas) • Tivives (Garabito) • Tortuga (Osa).

### Vulkanen
Costa Rica heeft meerdere vulkanen, waaronder:
- Orosí
- Tenorio
- Viejo
- Cacao
- Chato
- Barva
- Santa Maria
- Arenal
- Poás
- Rincón de la Vieja
- Plantanar
- Irazú
- Miravalles
- El Porvenir
- Turrialba

Van deze vulkanen zijn de Arenal, Rincón de la Vieja en sinds januari 2010 ook de Turrialba actief. Laatstgenoemde spuwt gassen en fijnstof uit.

## Natuur
In Costa Rica leeft een zeer grote variëteit aan planten en dieren. Hoewel het land maar 0,03% van het landoppervlak op aarde beslaat, bevat het 5% van de biodiversiteit. Ongeveer een kwart van het land is beschermd nationaal park of ander beschermd gebied.

### Fauna

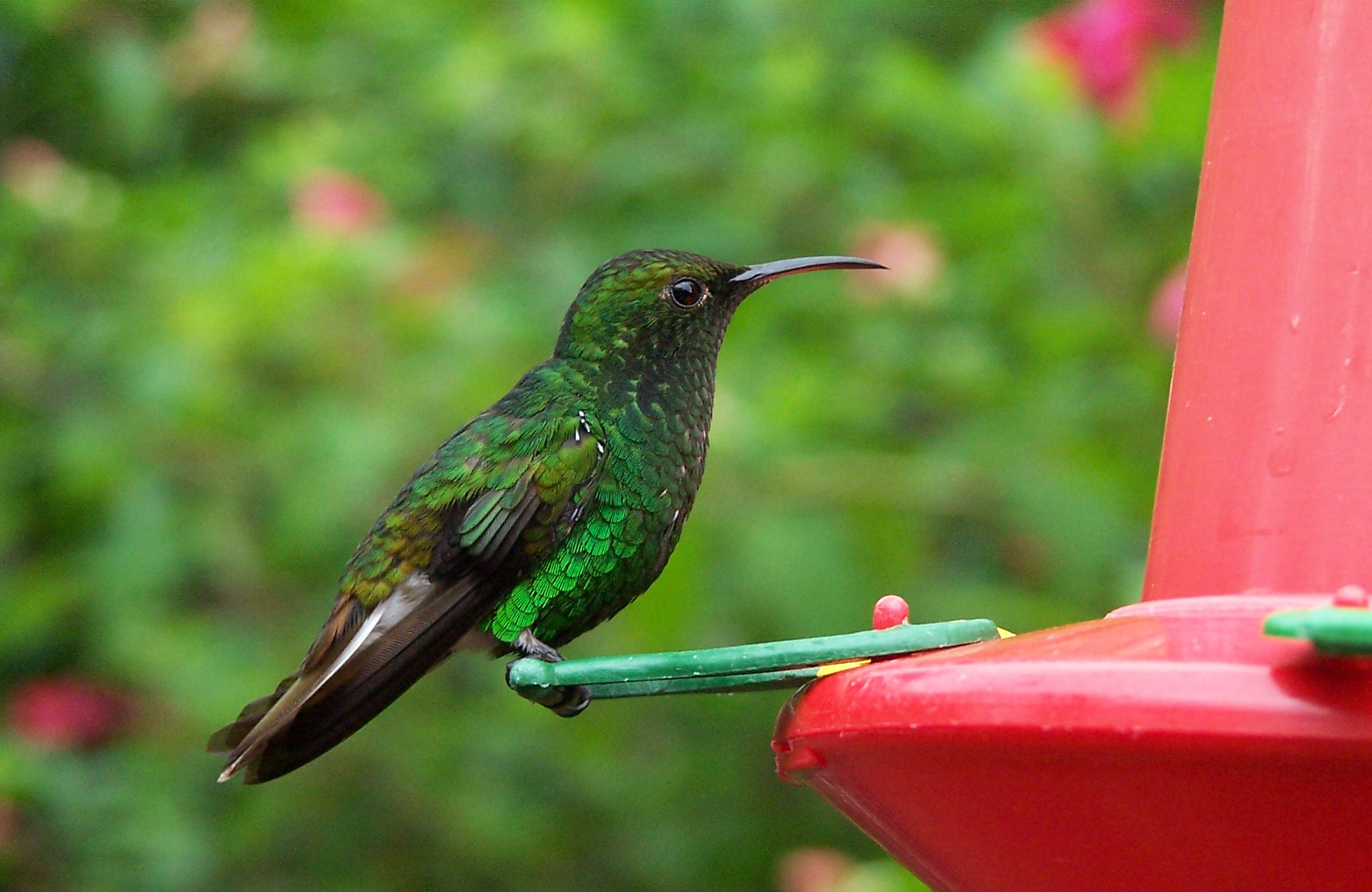
Koperkopsmaragdkolibrie

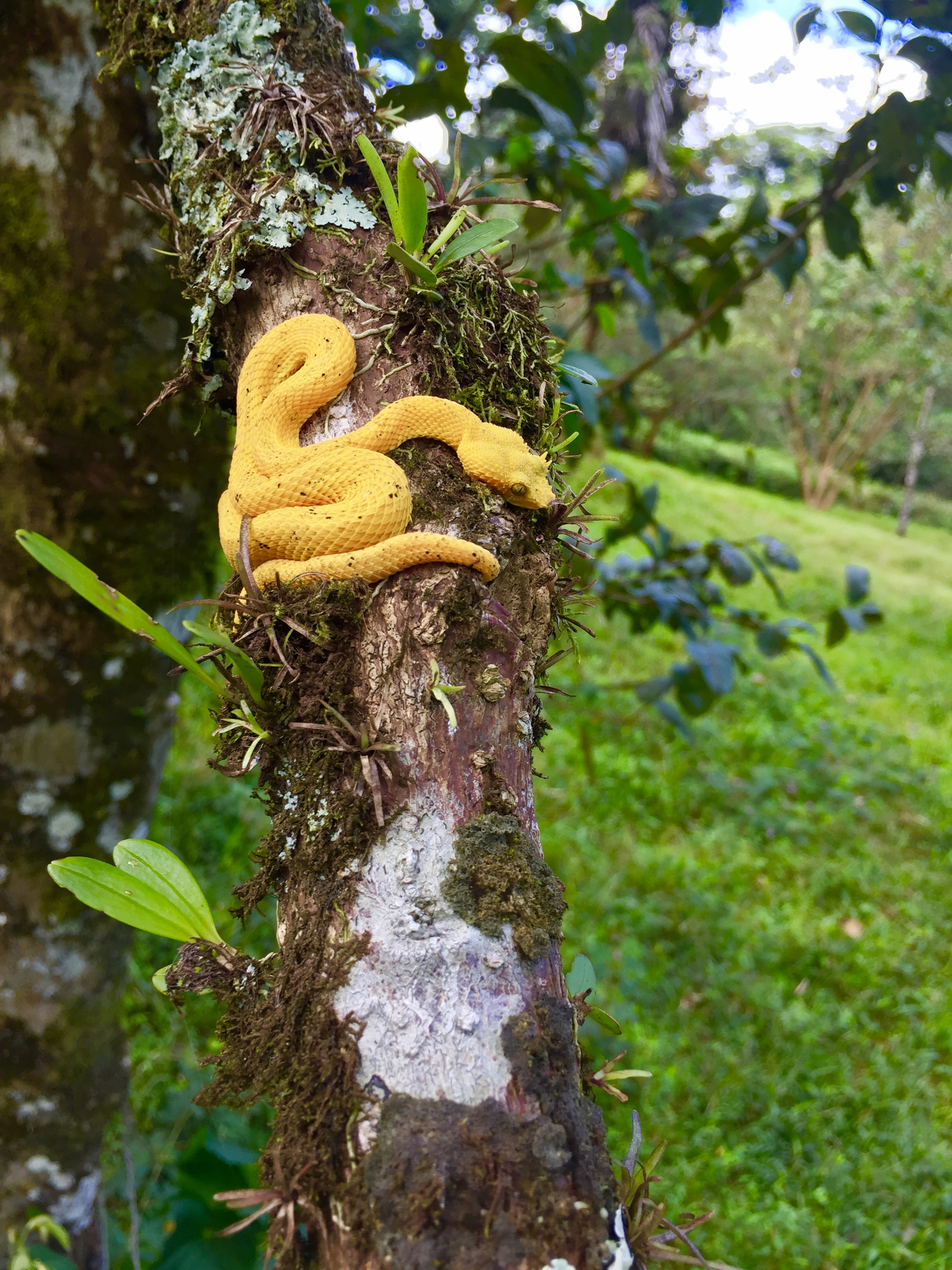
Schlegels grijpstaartslang in Mirador El Silencio bij de vulkaan Arenal

De dierenwereld van Costa Rica is zeer rijk en bevat zowel Noord-Amerikaanse, Zuid-Amerikaanse als typisch Centraal-Amerikaanse componenten.
Tot de eerste groep zijn bijvoorbeeld de wasbeer en de prairiewolf te rekenen, onder andere de apen en de miereneters behoren tot de tweede groep en onder meer de quetzal en de aardbeigifkikker maken deel uit van de derde groep.
De meeste landdiersoorten leven in de regenwouden, terwijl koraalriffen de grootste soortenrijkdom hebben van de mariene biotopen.
In totaal leven er in Costa Rica duizenden soorten ongewervelde dieren, circa 215 soorten amfibieën, ongeveer 265 reptielensoorten, rond de 865 soorten vogels (10% van het totale aantal vogels en meer soorten dan in heel Noord-Amerika) waarvan 75 roofvogelsoorten en meer dan 240 zoogdiersoorten.

### Bescherming

#### Conserveringsregio’s
Het Nationale Systeem van Conserveringsregio’s (Sistema Nacional de Áreas de Conservación; acroniem SINAC) deelt Costa Rica in in elf conserveringsregio’s (Áreas de Conservación; acroniem tussen haakjes):
Área de Conservación Arenal Huetar Norte (ACAHN) • Área de Conservación Arenal Tempisque (ACAT) • Área de Conservación Cordillera Volcánica Central (ACCVC) • Area de Conservación Guanacaste (ACG) • Área de Conservación La Amistad Caribe (ACLAC) • Área de Conservación La Amistad-Pacífico (ACLAP) • Área de Conservación Marina Isla del Coco (ACMIC) • Área de Conservación Osa (ACOSA) • Área de Conservación Pacífico Central (ACOPAC) • Área de Conservación Tempisque (ACT) • Área de Conservación Tortuguero (ACTo).
Deze indeling is zuiver administratief, want enkele beschermde natuurgebieden vallen in meer dan één conserveringsregio.

#### Beschermde natuurgebieden
Het Nationale Systeem van Conserveringsregio’s (Sistema Nacional de Áreas de Conservación; acroniem SINAC) kent in Costa Rica 166 beschermde natuurgebieden (área silvestre protegida, acroniem ASP).

## Energievoorziening[9]

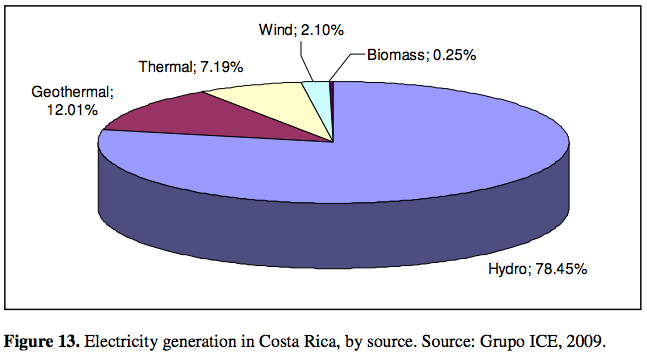
Costa Rica opwekking van elektriciteit per bron (2009)

Costa Rica produceerde 2,6 miljoen ton olie-equivalent (Mtoe) in 2016. (1 Mtoe = 11,63 TWh, miljard kilowattuur.) De energiebronnen waren geheel duurzaam (27% waterkracht). Dat was niet genoeg voor de energievoorziening, het TPES (total primary energy supply): 5,1 Mtoe. Het land importeerde 2,6 Mtoe aardolieproducten, vooral voor de transportsector.
Van de energie ging ongeveer 1 Mtoe verloren bij elektriciteitsopwekking uit geothermie. Voor energie eindgebruikers resteerde 3,9 Mtoe waarvan 0,84 Mtoe = 9,8 TWh elektriciteit.
De uitstoot van kooldioxide was 7 megaton, dat is 1,4 ton per persoon, veel minder dan het wereldgemiddelde van 4,5 ton per persoon.

## Politiek en staatsvorm
Costa Rica is een democratische republiek. Aan het hoofd staat een president, die voor vier jaar gekozen wordt. De huidige president (sinds 2022) is Rodrigo Chaves Robles.
Costa Rica heeft twee vicepresidenten. Het land kent een eenkamerstelsel. Het parlement, de wetgevende vergadering, bestaat uit 57 leden.
Costa Rica heeft een lange democratische traditie. Dit in tegenstelling tot veel andere Centraal-Amerikaanse landen, die vanwege een opvolging van dictators, revoluties en staatsgrepen gedurende langere tijd "bananenrepubliek" werden genoemd. Er hebben in Costa Rica geen grootschalige geweldsuitbarstingen plaatsgevonden sinds een kleine burgeroorlog in de jaren 40.

## Defensie
In 1948 schafte president José Figueres Ferrer het leger af, waardoor Costa Rica een van de weinige landen zonder leger is. De afschaffing van het leger wordt sinds 1986 jaarlijks herdacht op de Día de la Abolición del Ejército op 1 december. Deze datum verwijst naar gebeurtenissen in 1948. Op 1 december 1948 decreteerde de toenmalige junta onder voorzitterschap van Ferrer de afschaffing van de krijgsmacht. De Nationale Grondwetgevende Vergadering van 1949 legde in artikel 12 van de nieuwe grondwet vast dat het leger verboden werd als een permanente instelling. Voor toezicht en
handhaving van de openbare orde dienen er de nodige politiekorpsen te zijn.

### Provincies, gemeenten en deelgemeenten
Costa Rica is ingedeeld in 7 provincies, die worden opgedeeld uit 81 gemeenten, cantón genoemd. Die 81 gemeenten worden bestuurd door burgemeesters (alcalde) die democratisch verkozen worden. De 81 gemeenten bestaan uit 481 deelgemeenten, distrito genoemd.